# ボルボ・インターナショナル
ボルボ・インターナショナル(Volvo International)は、1973年から1998年にかけて、アメリカで開催された男子プロテニスツアーのATPツアートーナメント大会である。初開催の1973年と翌74年大会がニューハンプシャー州ブレトン・ウッズで、1975年から84年までが同ニューハンプシャー州ノースコンウェイで、1985年から89年までがバーモント州ストラットン・マウンテンで、1990年から大会終了の98年まではコネチカット州ニューヘイブンでそれぞれ開催された。サーフェスは1973年から84年までが屋外クレーコート、1985年から98年までが屋外ハードコート。冠スポンサーは1973年から1995年まで長年自動車メーカーのボルボが務め、大会終了までの最後の3年間は文具メーカーパイロットコーポレーションが務めた。
2005年から、従来ニューヨーク州ロングアイランドで開かれていたATPツアー大会が女子WTAツアーのTDウォーターハウス・カップと合併、男女共催大会「パイロット・ペン・テニス」としてかつてボルボ・インターナショナルが開かれていたニューヘイブンで開催されているが、この大会はボルボ・インターナショナルの歴史を継承しておらず冠スポンサーが同一という点を除いて直接的な関係はない。
なお特筆すべき事柄として1987年大会の単複決勝戦が2日連続で降雨に見舞われ、どちらも結局試合を消化することが出来ずその後のツアー日程との兼ね合いから試合未消化となっている。

## 大会歴代優勝者

### シングルス
| 開催地                   | 年   | 優勝                       | 準優勝                                    | 試合結果                      |
| ------------------------ | ---- | -------------------------- | ----------------------------------------- | ----------------------------- |
| ニューヘイブン           | 1998 | カロル・クチェラ           | ゴラン・イワニセビッチ                    | 6–4, 5–7, 6–2                 |
| ニューヘイブン           | 1997 | エフゲニー・カフェルニコフ | パトリック・ラフター                      | 7–6(4), 6–4                   |
| ニューヘイブン           | 1996 | アレックス・オブライエン   | ヤン・シーメリンク                        | 7–6(6), 6–4                   |
| ニューヘイブン           | 1995 | アンドレ・アガシ           | リカルド・クライチェク                    | 3–6, 7–6(2), 6–3              |
| ニューヘイブン           | 1994 | ボリス・ベッカー           | マルク・ロセ                              | 6–3, 7–5                      |
| ニューヘイブン           | 1993 | アンドレイ・メドベデフ     | ペトル・コルダ                            | 7–5, 6–4                      |
| ニューヘイブン           | 1992 | ステファン・エドベリ       | マラビーヤ・ワシントン                    | 7–6(4), 6–1                   |
| ニューヘイブン           | 1991 | ペトル・コルダ             | ゴラン・イワニセビッチ                    | 6–4, 6–2                      |
| ニューヘイブン           | 1990 | デリック・ロスターニョ     | トッド・ウッドブリッジ                    | 6–3, 6–3                      |
| ストラットン・マウンテン | 1989 | ブラッド・ギルバート       | ジム・ピュー                              | 7–5, 6–0                      |
| ストラットン・マウンテン | 1988 | アンドレ・アガシ           | ポール・アナコーン                        | 6–2, 6–4                      |
| ストラットン・マウンテン | 1987 |                            | イワン・レンドル vs. ジョン・マッケンロー | 6–7, 4–1 降雨により試合未消化 |
| ストラットン・マウンテン | 1986 | イワン・レンドル           | ボリス・ベッカー                          | 6–4, 7–6                      |
| ストラットン・マウンテン | 1985 | ジョン・マッケンロー       | イワン・レンドル                          | 7–6, 6–2                      |
| ノースコンウェイ         | 1984 | ヨアキム・ニーストロム     | ティム・ウィルキソン                      | 6–2, 7–5                      |
| ノースコンウェイ         | 1983 | ホセ・ルイス・クラーク     | アンドレス・ゴメス                        | 6–3, 6–1                      |
| ノースコンウェイ         | 1982 | イワン・レンドル           | ホセ・ヒゲラス                            | 6–3, 6–2                      |
| ノースコンウェイ         | 1981 | ホセ・ルイス・クラーク     | ギレルモ・ビラス                          | 6–3, 6–2                      |
| ノースコンウェイ         | 1980 | ジミー・コナーズ           | エディ・ディブス                          | 6–3, 5–7, 6–1                 |
| ノースコンウェイ         | 1979 | ハロルド・ソロモン         | ホセ・イゲラス                            | 5–7, 6–4, 7–6                 |
| ノースコンウェイ         | 1978 | エディ・ディブス           | ジョン・アレクサンダー                    | 6–4, 6–4                      |
| ノースコンウェイ         | 1977 | ジョン・アレクサンダー     | マニュエル・オランテス                    | 2–6, 6–4, 6–4                 |
| ノースコンウェイ         | 1976 | ジミー・コナーズ           | ラウル・ラミレス                          | 7–6, 4–6, 6–3                 |
| ノースコンウェイ         | 1975 | ジミー・コナーズ           | ケン・ローズウォール                      | 6–2, 6–2                      |
| ブレトン・ウッズ         | 1974 | ロッド・レーバー           | ハロルド・ソロモン                        | 6–4, 6–3                      |
| ブレトン・ウッズ         | 1973 | ビジャイ・アムリトラジ     | ジミー・コナーズ                          | 7–5, 2–6, 7–5                 |

### ダブルス
| 開催地                   | 年   | 優勝                                              | 準優勝                                                                                | 試合結果             |
| ------------------------ | ---- | ------------------------------------------------- | ------------------------------------------------------------------------------------- | -------------------- |
| ニューヘイブン           | 1998 | ウェイン・アーサーズ ピーター・トラマッチ         | セバスチャン・ラルー アレックス・オブライエン                                         | 7–6, 1–6, 6–3        |
| ニューヘイブン           | 1997 | マヘシュ・ブパシ リーンダー・パエス               | セバスチャン・ラルー アレックス・オブライエン                                         | 6–4, 6–7, 6–2        |
| ニューヘイブン           | 1996 | バイロン・ブラック グラント・コネル               | ヨナス・ビョークマン ニクラス・クルティ                                               | 6–4, 6–4             |
| ニューヘイブン           | 1995 | リック・リーチ スコット・メルヴィル               | リーンダー・パエス ニコラス・ペレイラ                                                 | 7–6, 6–4             |
| ニューヘイブン           | 1994 | グラント・コネル パトリック・ガルブレイス         | ヤッコ・エルティン ポール・ハーフース                                                 | 6–4, 7–6             |
| ニューヘイブン           | 1993 | シリル・スーク ダニエル・バチェク                 | スティーブ・デブリーズ デビッド・マクファーソン                                       | 6–3, 7–6             |
| ニューヘイブン           | 1992 | ケリー・ジョーンズ リック・リーチ                 | パトリック・マッケンロー ジャレッド・パーマー                                         | 7–6, 6–7, 6–2        |
| ニューヘイブン           | 1991 | ペトル・コルダ ウォリー・マズア                   | ジェフ・ブラウン スコット・メルヴィル                                                 | 7–5, 6–3             |
| ニューヘイブン           | 1990 | ジェフ・ブラウン スコット・メルヴィル             | ゴラン・イワニセビッチ ペトル・コルダ                                                 | 2–6, 7–5, 6–0        |
| ストラットン・マウンテン | 1989 | マーク・クラッツマン ウォリー・マズア             | ピーター・アルドリッチ ダニー・ヴィッサー                                             | 6–3, 4–6, 7–6        |
| ストラットン・マウンテン | 1988 | ホルヘ・ロサーノ トッド・ウィツケン               | ピーター・アルドリッチ ダニー・ヴィッサー                                             | 6–3, 7–6             |
| ストラットン・マウンテン | 1987 |                                                   | ポール・アナコーン クリスト・ヴァン・レンズバーグ vs. ケン・フラック ロバート・セグソ | 降雨により試合未消化 |
| ストラットン・マウンテン | 1986 | ピーター・フレミング ジョン・マッケンロー         | ポール・アナコーン クリスト・ヴァン・レンズバーグ                                     | 6–3, 3–6, 6–3        |
| ストラットン・マウンテン | 1985 | スコット・デイヴィス デイヴィッド・ペイト         | ケン・フラック ロバート・セグソ                                                       | 3–6, 7–6, 7–6        |
| ノースコンウェイ         | 1984 | ブライアン・ゴットフリード トマシュ・スミッド     | カシオ・モッタ ブレイン・ウィレンボーグ                                               | 6–4, 6–2             |
| ノースコンウェイ         | 1983 | マーク・エドモンドソン シャーウッド・スチュワート | エリック・フロム ドリュー・ギトリン                                                   | 7–6, 6–1             |
| ノースコンウェイ         | 1982 | シャーウッド・スチュワート ファーディ・テイガン   | パブロ・アラヤ エリック・フロム                                                       | 6–2, 7–6             |
| ノースコンウェイ         | 1981 | ハインツ・ギュンタード ピーター・マクナマラ       | パベル・スロジル ファーディ・テイガン                                                 | 7–5, 6–4             |
| ノースコンウェイ         | 1980 | ジミー・コナーズ ブライアン・ゴットフリード       | ケビン・カレン スティーブ・デントン                                                   | 7–6, 6–2             |
| ノースコンウェイ         | 1979 | イオン・ティリアック ギレルモ・ビラス             | ジョン・サドリ ティム・ウィルキソン                                                   | 6–4, 7–6             |
| ノースコンウェイ         | 1978 | ロビン・ドライスデール ヴァン・ウィニツキー       | マイク・フィッシュバック バーナード・ミルトン                                         | 4–6, 7–6, 6–3        |
| ノースコンウェイ         | 1977 | ブライアン・ゴットフリード ラウル・ラミレス       | フレッド・マクネアー シャーウッド・スチュワート                                       | 7–5, 6–3             |
| ノースコンウェイ         | 1976 | ブライアン・ゴットフリード ラウル・ラミレス       | リカルド・カーノ ビクトル・ペッチ                                                     | 6–3, 6–0             |
| ノースコンウェイ         | 1975 | ハルーン・ラヒーム エリック・ヴァン・ディレン     | ジョン・アレクサンダー フィル・デント                                                 | 7–6, 7–6             |
| ブレトン・ウッズ         | 1974 | ロッド・レーバー ジェフ・ボロウィアク             | リカルド・カーノ ビクトル・ペッチ                                                     | 6–3, 6–0             |
| ブレトン・ウッズ         | 1973 | ロッド・レーバー フレッド・ストール               | ボブ・カーマイケル フルー・マクミラン                                                 | 7–6, 4–6, 7–5        |